# Songbun
Songbun är ett system som bygger på tillskriven status vilket tillämpas i Nordkorea sedan 1950-talet. Systemet avgör varje nordkoreansk medborgares livschanser och möjligheter att få arbete, bostad, bilda familj och erhålla medlemskap i Koreas arbetarparti.
Systemet har sin grund i de indelningar av den nordkoreanska befolkningen som gjordes i samband med upprättandet av den Demokratiska Folkrepubliken Korea i slutet på 1940-talet och 1957 fick systemet officiell status. Systemet byggde på en sovjetisk förebild, men var betydligt mer genomgripande än i Sovjet och har varat betydligt längre.
Det koreanska ordet songbun betyder "beståndsdel" och det finns två typer av songbun. Den ena är chulshin songbun (出身成分), vilket är den status de nordkoreanska myndigheterna tillskriver en medborgare på grund av dennes ursprung, socioekonomiska bakgrund och familjens politiska inställning. Den andra är sahoe songbun (社會成分), vilket avspeglar individens samhälleliga och sociala insatser.
Den koreanska befolkningen indelas i tre huvudgrupper: "kärnan" (haekshim 核心) som utgör de mest lojala till Kim-familjens regim och åtnjuter de högsta privilegierna i det nordkoreanska samhället; de "vacklande" (dongyo 動搖), vars lojalitet till regimen kan ifrågasättas, men som kan anlitas till viktiga uppdrag och kan avancera på grundval av sina insatser till regimen; och de "fientliga" (choktae 敵對) som anses vara fientligt inställda till Koreas arbetarparti och därför utesluts från många samhälleliga funktioner. I ett tal 1958 uppgav ledaren Kim Il-sung att 25 procent tillhörde kärnklassen, 55 den vacklande klassen och 20 procent den fientliga klassen. En nordkoreansk medborgares songbun-tillhörighet kan grundas på vad dennes föräldrar eller familj haft för politisk orientering eller socioekonomisk status, och det är därför mycket svårt att byta songbun-status, varför systemet har liknats vid ett slags kastväsen.